# 白泉社My文庫
白泉社My文庫（はくせんしゃまいぶんこ）は、白泉社が2001年から2002年にかけて刊行したライトノベルレーベル。全9冊刊行された。
刊行された作品は広義のミステリーで、巻末では「広義のミステリーで、キャラクターがしっかりしている作品」を募集していた。推理作家では、メフィスト賞受賞者の黒田研二・北山猛邦、創元推理短編賞でデビューした伊神貴世が作品を刊行している。

## 刊行リスト
| 刊行年月  | タイトル                                                  | 著者     | イラスト   | ISBN               |
| --------- | --------------------------------------------------------- | -------- | ---------- | ------------------ |
| 2001年9月 | フェイク! 有村央生のアート事件ファイル                    | 徳田央生 | 杉本要     | ISBN 4-592-85004-1 |
| 2001年9月 | イノセント・サマー 骨董屋店長事件簿                       | 若杉桂   | あとり硅子 | ISBN 4-592-85005-X |
| 2001年9月 | 累卵の朱 万象史記                                         | 大澤良貴 | 志水アキ   | ISBN 4-592-85006-8 |
| 2002年4月 | 嘘つきパズル 究極の名探偵★誕生                            | 黒田研二 | 魔夜峰央   | ISBN 4-592-85007-6 |
| 2002年4月 | 晴れ渡る青空の下でもう一度 The descendants of the onmyoji | 海月一史 | 立花晶     | ISBN 4-592-85008-4 |
| 2002年4月 | エンジェル&クラウン                                       | 如月香   | 高田ばんび | ISBN 4-592-85009-2 |
| 2002年7月 | アルファベット荘事件                                      | 北山猛邦 | 古張乃莉   | ISBN 4-592-85010-6 |
| 2002年7月 | イゾルデの庭                                              | 伊神貴世 | 黒百合姫   | ISBN 4-592-85011-4 |
| 2002年7月 | 蒼い月は知っている The soul doesn't disappear             | 橘悠樹   | 椋本夏夜   | ISBN 4-592-85012-2 |